# Сальвадор Гомес (ватерполіст)
Сальвадор Гомес (ісп. Salvador Gómez, 11 березня 1968) — іспанський ватерполіст.
Олімпійський чемпіон 1996 року, призер 1992 року, учасник 1988, 2000, 2004 років.
Чемпіон світу з водних видів спорту 1998, 2001 років.